# 李家傑
李家傑，GBM，GBS，JP，(1963年5月20日—)，籍貫廣東順德，生於香港，香港企業家及慈善家，恒基兆業地產、香港中華煤氣公司聯席主席及港華煤氣主席，李兆基的長子。現任第十四屆全國政協常務委員。
全國政協常委(2013-)。全國政協委員(1998-)。恒基中國集團董事長。恒基兆業地產執行董事。

## 生平
1963年5月20日生於香港，籍貫廣東順德。
1969年：入讀聖保羅男女小學。
1977年：到英國求學，於英國基爾大學電腦系畢業。
1985年：加入恒基兆業地產集團，出任執行董事，主力負責內地業務，並長期致力于慈善公益事業。
2005年：恒基中國集團私有化從港交所下市。
2007年：創辦李家傑珍惜生命基金。
2008年：創辦百仁基金會 （页面存档备份，存于）。
2009年：獲香港大學頒發名譽大學院士。

2010年：創辦新家園協會。
10月26日公開予傳媒宣布三子岀生，發出員工、全資醫院紅包合計港幣3300萬元。 
2011年：150萬買大陸微博帳號888888作公益，遛三子照片。捐獎學金助清貧生讀哈囉Harrow國際學校。
洽購TVB，想作傳媒大亨，多方精算土地使用及總價，洽商多次，最後放棄。事實對比周刊報導，周刊報導90億買TVB作政協常委，屬於自行臆測其結論與事實差距遙遠的報導。
2012年：創辦家園便利店。開設不牟利家園便利店。
傳三子入讀銅羅灣平價國際幼兒園。
2013年：當選為第12屆政協常委。
2014年：傳三子已入讀哈羅Harrow幼兒部。
2016年：7月17日，赴藏族自治區捐助200名貧困大學生。
2017年：7月17日，親自參與珍惜生命基金會珠海夏令營。任小米集團獨立董事。
2019年：接班任恒基兆業地產、香港中華煤氣公司聯席主席。辭小米集團、東亞銀行董事專注家族生意。入股和諧汽車簽戰略合作。成立ExaLeap千兆躍的科技公司。作爲多家香港新股的基石投資，奧園健康、易居企業控股、中手遊、培力控股。兩會上建議發展「人工智能+教育」。
百仁基金會編程計劃，童擁AI。
2021年：任港華煤氣主席。投資香港粵大灣區半導體業。投資DayDayCook、B.Duck。家族捐款華北水災。
替代鋰電池的新能源，首輪1.25億美金集資，李家傑爲基石投資者之一。
2022年至今：
家族成立抗疫基金。童擁AI計劃3.0。
與全球最大石油化工企業商議儲能項目。尋求與中東企業合作。入股綠色企業中國萬天。家族捐款甘肅地震。
家族辦公室的子公司，創科公司賽昉科技及其他陸科技子公司，在港成立晶片研發中心，規劃助力香港產業轉型。  晶片研發不涉敏感技術。   入股香港18C新股晶泰科技。

## 事業
1985年回港加入恒基兆業，現為恒基地產董事局副主席、恒基中國集團董事長及行政總裁、中華煤氣聯席主席。
在恒基兆業企業事業之外，李家傑投入大量時間、精力、財富在慈善事業上。李家傑的慈善工作覆蓋中港兩地，重點包括救危扶貧、協助及改善弱勢社群和低收入家庭的生活、推動防止自殺工作以及關注內地貧病兒童。于2008年以创会主席身份成立“百仁基金 （页面存档备份，存于）” ，带动香港企业家的第二、第三代参与慈善工作，借着会员在工商界的强大网络，号召旗下的企业参与公益，撮成工商界与社福界之合作，项目涵盖四川地震赈灾、重建学校、为本港基层青年提供职前培训、探访及援助弱势社群等。
2007年創辦“李家傑”珍惜生命基金，2009年加入“爱佑慈善基金会 （页面存档备份，存于）”，现任该会之副理事长。
至2018年中，先後為超過2萬名貧困先天性心臟病兒童進行了手術。通過“李家傑珍惜生命基金”，針對那些經其救助而獲新生的孩子們展開農業扶持，幫助其家庭提高收入，為孩子們創造更好的成長環境。曾先後舉辦“北京夏令營”、“成都夏令營”、“珠海夏令營”等系列活動，通過與孩子們見面，講學勵優，讓他們成長為棟樑之才。
2012年創立扶貧計畫-開設不牟利、連鎖式的“家園便利店 （页面存档备份，存于）”，向低收入家庭、長者、新來港人士和少數族裔等弱勢社群，以貼近來貨價售賣食品和日常用品，減輕其生活負擔，減少貧富懸殊。至今會員受惠人數超過數十萬人。
2010年代成立家族辦公室，曾入股小米集團，熱心牽頭香港高科技研發及新創科技公司，聚焦晶片研發、人工智能、智慧能源等。家族辦公室投資創科公司，能源管理、智慧能源及新能源業務，協助國家實現碳達峰和碳中和-雙碳目標。開發晶片，投資香港深圳灣區半導體產業集團，圍繞廣東"強芯行動"解決本土晶片產能不足問題。
2006年起，長期致力於慈善，跟隨其父的慈善足跡，參與主導"李兆基基金會"、"香港培華教育基金會"的多個項目，包括溫暖工程，培訓中西部農民、醫生、校長進修及資助貧困大學生學費。"李家傑珍惜生命基金會"創辦人，任"愛佑慈善基金會"理事長，從2006年至今已累計救助中國內地31省超過6萬例的先天心臟病病童(至2024年中)。
三子出生後，成立家族辦公室。多次投資香港新股或美IPO新股。扶持港科技業及新創公司。格局與之前不同。面向神州靠近中央八大求生存、養員工，適如其份的靠近中央卻不會太近，錦鯉式中間隔著慈善事業控陣，沉濳時期ㄧ步一腳印推動的慈 善事業，如今也有等比級數的成就。

## 公職
- 第九屆起全國政協委員
- 第十二屆、第十三屆、第十四屆政協全國委員會常務委員 [11]
- 香港一國兩制研究中心主席
- 2017年11月27日：當選第十三屆全國工商聯副主席
- 香港大學名譽大學院士，香港哲學研究院顧問
- 清華大學名譽校董、戰略發展顧問
- 復旦大學董事會董事
- 團結香港基金理事
- 太平紳士

## 榮譽
- 2007年：獲中華職業教育社頒授首屆“黃炎培傑出貢獻獎 （页面存档备份，存于）”。2009年8月，中华职业教育社第十次全国代表大会召开，他出任中华职业教育社第十届理事会副理事长[29][30]。
- 2008年：获清华大学颁授“名誉校董”荣衔，及“克林顿全球行动计划”嘉许 [31]
- 2009年7月委任為香港太平紳士（JP）
- 2009年9月獲香港大學頒授名譽大學院士 [32]
- 2012年獲法國政府頒發“法國榮譽軍團騎士團勳章” (Knight of the Legion of Honour)
- 2013年1月當選中華人民共和國第12屆全國政協常委 [11]
- 2014年7月獲（蘇格蘭）愛丁堡龍比亞大學頒授榮譽工商管理博士（Hon DBA，Edinburgh Napier University）
- 2015年7月獲頒香港金紫荊星章（GBS）
- 2024年7月獲頒香港大紫荊勳章（GBM）[33]

## 家庭
李家傑至今未婚，於47歲為達成父親李兆基的心願，成為“未婚爸爸”，於2010年在美國南加州診所作試管嬰兒IVF，誕下三子。此事轟動全港。3名兒子在2010年7月出生，取名智信、智仁、智勇。
李家傑死敵徐子淇每月可提領其中一筆巨額信託作家用。然其他贈與很多都由信託託管，僅有使用權。徐子淇學歷不好僅有性別研究 (gender studies, feminism..)，演藝圈中無成績，經濟上婚前婚後依賴李家，捐款也不是自己所賺的錢。過於吹捧自己當母親的比重大過天而無實質成就地位。李兆基晚年退休到過身前ㄧ刻，依舊緊緊握牢千億帝國大權。造成徐子淇跟李家傑已pk多時。傳出徐子淇已拿走山頂豪宅獨名產權。山頂豪宅為三胞胎出生那一年李家標下的地。徐子淇一直對外放話豪宅為她而購。如今有頂級的建築及地價升值、白加道豪宅已達40億港元。徐子淇嫁入李家後不久，三胞胎出生前後，李家傑與徐子淇如入pk 無間地獄，經常需要過招。
徐子淇婚前曾墮胎養小鬼遷祖墳，之後結交李家誠奉女成婚。婚後終於得子，坐月子在床上已簽股票贈與過戶。經常對外放話，認定自己所生的才是婚生長孫，有一定優勢。應該靠兒子繼承所有財產。徐子淇過於高調強勢，頻頻干擾，要爭奪繼承。
李兆基生前得知兩個兒子意見不合會議上大吵也無能為力。李兆基遺囑傳聞在瑞士銀行保險箱還有第二份內容不同的。將財產用海外法人綁基金信託，基金再綁多個基金。似乎在考驗後人爭奪能力及領導力。 
亞洲企業傳承時，採押注在長子一脈，多不會採用兩個兒子均權，在日本由長子長女繼承的傳統很久，亞洲其他家族企業甚至不會讓兩個兒子繼承同一間公司或是不會50-50分權。堅信財產傳承非常容易才會作50-50，如此，香港霸權最早垮下可能會是恒地。或是李兆基生前還有其他密秘遺囑，或是默許李家傑帶三胞胎靠爭產繼承。外人只看出他過於相信兩兄弟可以一起當掌門人。傳說徐子淇父曾入公司董事會，傳說徐子淇獲李兆基授與家族會議否定票，徐子淇諸多行爲宛如死了老公的寡婦帶子爭奪everything ，包括爭寵爭刷屏A錢，經常直接與李家傑pk，非常奇怪詭異令人不寒而慄。徐子淇父母於守次專訪中竟然談論豪門得寵秘笈。可見徐子淇的教導來自父母的自戀，搞垮夫家也不奇怪。人類的鐵則富不過幾代，即使押注長子，也會緩慢縮小財富範圍。要是徐子淇爭奪到底，無法將之從家族會議及董事會除名，旁人也幫不了忙。李兆基一世防外人，卻沒想到要防徐子淇。原本李兆基生前樂善好施，妻賢子孝，前妻離場時連公司股份也不帶走，要是徐子淇掌權，此家企業更快垮。無庸置疑。長女當年未獲進人公司最高權力，如今只能靠李家傑獨立打拼。李家傑前半輩子付出很多，負大部分的責任，大陸打拼，開發很多財富，如今只有50%多一點的投票權以及50%股票繼承的起點。
壓力一直都在長子身上，包括婚姻受阻撓，大陸事業要作出成績，長子有很大的責任延續壯大家業。曾經入股小米當董事，現小米HK股票已成長5倍，李家傑卻早早退出，於19年接班前夕撤資離開小米爲了要專注家業。與機會擦身而過。恒地0012股票只分到一半，50幾%裡的一半，單就這間母公司而言，只拿了27%左右的股票，實在很難接班，雖然有人支持，其實還是得靠自己爭取事業群主導地位。徐子淇靠從陰界如願求來的任何事物、從小到大所求如願、依定律需用自己的命去還願。也無人規定權力要平衡、支持李家傑的長輩年事已高，剩下的只能靠自己努力、兄弟分產一人一半，公司50-50，最不公平，容易陷入長期惡鬥，亞洲其他地區家族企業傳承，也不會犯下50-50這種低級錯誤。
生死面前，輕與重同等浮誇棘手。三胞胎的基因背景被藏的極深。李兆基寫入長孫條款。李兆基誇智勇長的跟他像。徐子淇對三胞胎冷爆力，聚會中氣紛異常干尬。不久，智勇經常不入鏡，似乎被送到遠方讀貴族寄宿學校。三胞胎從小無母親陪伴，兄弟情不一般。長大一點，外貌轉爲明顯白人臉，爲了怕爺爺難適應，怕了徐子淇嘲笑，有意淡化存在。也有三胞胎生成叛逆心。傳說曾經三兄弟年紀輕輕被送往不同等級的貴族校讀書。徐子淇在自己婚姻不穩時，靠近三胞胎，「分享母愛」。有人看到徐子淇帶7個小孩出門購物，「分享母愛」。智信有個性有智商，智仁是乖寶寶，智勇是愛笑的小孩，總是笑著拍照，即使背對鏡頭，都好似在笑總是逆來順受，小小年紀三胞胎已混千億修羅場多時。母親停留在童年時美好的想像中，身邊輪轉媬母、陪讀阿姨，家教阿姨，家教小哥，還有奇怪的舅母了、過high的，花枝招展的艷星舅母，等了許久也無後母疼。命運面前是否有可能總是輕與重二選一，選輕就一定代表美好不需再腳踏實地，亦或人類不配輕與重二選一？有錢就不用看人臉色？出生美國就可以一世追逐自己的自由？
網上傳說震碎三觀其一；徐子淇教導小兒子，看到李兆基就背誦財務報表，徐子淇與CC女共用同一廚房燉官燕窩，叮囑CC服用，徐子淇與CC打架，李兆基15年後健康狀況變差時李家傑都未完婚只有三胞胎。這些敘述真假混雜，李家傑三胞胎疑似15年就失最強依靠，李家傑忙著爭產爭權勢，經常住上海在80幾樓辦公室開始一天的奮鬥。三胞胎少年勞碌酸甜苦辣都嚐過，看盡臉色與千億鬥爭，不享王子命，不時還會獨自被送出國「進修」。
李家傑作爲長子，近40年付出很大心力，背負極大責任壓力，分產起點應有51%恒地0012股票，對應51%公司及家族投票權。徐子淇奪到山頂豪宅的傳聞，及她拿高跟鞋砸情敵的臉跟身體，她的小孩經常背誦財務報表，讓人質疑，她是否嗑藥，她配偶是否也嗑藥，其他名媛皆未傳出與情敵打來打去的秘聞，她小孩是否正常，不時背誦報表。三胞胎的血緣被懷疑除了徐還會有誰作梗。求助科技，那麼辛苦高價求子，怎麼可能會搞錯、或是拿假的小孩過來混充。都疑似請了團隊去美國合法處理。整個爭產事件竟弱智到DNA檢測變主題。
李家傑家族企業母公司，股票從45到24。一路走來跟徐子淇沒什麼關係。過去2個月權力真空，曾經跌很多。股價最高時在李兆基退休前後。徐子淇剛嫁入李家時股票升上去後不久跌更多，跌到底。如今李兆基走後李家傑接手，股價慢慢爬上去。誰剋誰誰旺誰並不存在，也有人說徐子淇額頭是照夫鏡。並不旺夫。剋旺不存在，還有可能相反，也就是說徐子淇的旺夫是場騙局、實際上是剋夫，古代帝王在命理八字玄學流出前，已將關鍵偷改，使得民間所流傳的不正確。
弟媳好吃懶做貪圖富貴又很sick，弟弟貪玩，弟媳精心策劃只爲成功傍巨富，全家人不用工作，當時李兆基看在眼裡已不悅。說徐子淇是吉祥物旺他，不過是蜜月期的事。李兆基這種等級的富豪還需要她旺嗎？他自己的財富是自身努力絕對不是她旺的。家族重擔都在李家傑身上，忍耐很久不過拿回自己應得的。李家傑繼承大部份穩住江山再適合不過，繼承51%以上的總部股票、才可能自動有51%的家族及董事會投票權，不然隨時權勢可以被搶走。李家傑早前因爲婚姻問題與李兆基爭執，85年時父母離婚，經常去找母親，爲母親抱不平。幾次操作下來，李兆基才開始培養小兒子當接班人。李兆基年紀很大時，李家傑又已經培養三胞胎爲接班人，扛下家業奪家產，育兒及家業責任之重，已無從逃避。

## 天匯托市案
2010年，恒基旗下的西半山樓高34層之豪宅樓盤天匯其中20個單位的遭買家撻訂，恒基只對撻訂單位沒收5%訂金而沒有追收差價，被質疑營造高價承接的假象造市。警方商業罪案調查科親赴恒地總部搜集證據，李家傑代表恒地回應傳媒之質詢。恒地表示已盡力配合調查。樓層及門牌跳號，但無証據証明為假交易或涉任何違商事法。。

## 撤案
李家傑代母產三胞胎案：2011年10月撤案，警方調查終止。由於未有足夠證據顯示涉及任何刑事罪行。檢方表示無法憑報導作爲証據。恒地消息：母資料屬私隱，有權不披露。香港警方也傳出消息，取證有難度，而且如果沒有實際的人證物證，難以做出檢控。無婚姻狀況人士禁止透過代孕有後代，法條是否過時；法律僅就境內代孕及付酬勞有執法權，境外找代孕誰又會配合調查？代母條款立法，旨在杜絕傳染疾病及其他影響胎兒健康，倫理難題為其次。開放境內單身人士作試管嬰兒較爲合理。到已開發國家代孕立法成熟完善地方，全部境外造人，依當地法律，找頂尖醫生用新優生技術篩選修補，相較於其他人去高危地區找代母不同。對於單身人士的人權，想要有自己血緣的下一代，或是領養下一代，應該要與已婚人士同級人權。在亞洲某些地區，領養及代孕皆不合法，有損單身者人權。
恒基天匯托市案：2013~2014年結案。警方公關稱「警方經調查及徵詢律政司意見後，認為證據不足以支持提出刑事檢控」。

## 聘任蔡涯棉
2013年，李家傑被指親身聘請時任特首梁振英之忠實支持者的蔡涯棉加入恒基旗下之恒基（中國）投資，並擔任董事，因其長策會委員及其他公職分身，蔡涯棉在事件中被指有利益衝突之嫌而遭政商界人士熱議。至2013年中國恒基已是私有化閉鎖類型公司，與上市公司需要被監管的項目有很大不同。

## 言論
2013年，李家傑在北京出席全國政協會議時，指責香港部份青年只懂得「搞對抗」、不夠錢用即向政府「攞綜援」，揮舞港英旗之青年更是「豈有此理」，又質疑佔中行動及立法會議員之拉布舉動是「想攬住香港一齊死」，認為心態不好。
首次「入常」。李家傑表示，未來定會積極抓緊機會及平台，推動好香港與內地的關係發展，盡力服務香港、服務國家。
2014年向中共中央政治局常委張德江當面批評香港大學民意研究「總是在關鍵時候發表對中央政府以至整個愛國愛港陣營十分不利的民意調查...為反對派的訴求提供民意基礎」，其後張志剛加入批評民調「不科學」，引起香港經濟學界批評，港大法律學院院長陳文敏指「『民調要為政治服務』是大陸看法...若找大學機構做迎合當權者的調查，是對言論自由的侮辱，任何一間著重聲譽的大學均不會接受。」
2014年，李家傑在北京舉行的全國人大會議上聲稱，香港正處於政改關鍵時期，反對派卻另搞一套，策動「佔領中環」，逼使中央讓步，造成嚴重分化。隨後，李家傑點名批評港大民意研究計劃總監鍾庭耀，指鍾經常在關鍵時候發布對港府或中央不利的民意調查。李家傑表示，由於港大民研在港比較主流，此類調查令好多人相信。李家傑建議成立基金，邀請國際機構與中大及科大等大學合作，提供更客觀的民調數據。
質疑港大鐘氏主導民調，暗植入政治動機立場。敵對者回應，此人窮到只剩錢，此為學術自由。被評港大學術地位極高言論影響社會和諧，民調具參考價值。對此批判，李家傑無後續回應。當屆之後幾天的會議上均缺席。
2015年6月，李家傑在恒基記者會上表明，現時大部分港人支持政改方案，不支持的只有一小撮人。
2017年，很多在市區裡頭或地點不太理想的商場，已經是越來越少人去了，全部跑到BAT去了，所以他們收的廣告費其實對我們來講，就是我們的租金。
2021年，灣區半導體集團成立。李家傑表示，廣東省是全國的用「芯」大省，貼近需求端，故灣區半導體產業集團將會圍繞廣東「強芯行動」，通過積極製造芯片產能，解決本土芯片產能不足的問題。
港媒專訪中，李家傑希望能為下一代，「保存上一代見到的地球」，同時讓他們日後能自豪他的工作，認同他是個「超給力爸爸」。
研發的新型鎳氫氣電池就是利用科技力量，助力清潔能源發展的一項突破發明，也是實現能源智慧化和綠色零碳轉型，推進能源領域的科技創新發展的切入口。
我很鍾意滑雪，已滑了10多年。以前很喜歡在法國阿爾卑斯山上的冰川滑雪。我滑下滑下發現為何少了這麼多雪，眼見萬年冰川消失。
能力愈大，責任愈大。
回應小股東對樓價疑問：其實中國好大，內地樓價又平又好住！
目前技術，鋰電池使用6,000次後就需要棄置，就像手機電池般壽命只有2至3年，並不耐用，而且容量少，因此日本的新能源車都使用氫氣。
2022年，響應千人計畫、人類同電腦溝通言語，亦都是未來發揮最大生產力工具。
美國及英國過去已有推行相關計劃，香港則較為落後，故盼能協助追上，「如果可以將呢樣結合『千人計劃』，甚至擴大到唔止1000人，長遠令到香港競爭力大為增加。」
2023年，零碳科技及綠色轉型的科技解決方案將是未來高速增長的領域，港企可作為投資者、研發者及應用者。
2024年，在世界合一論壇上表示，為達到《巴黎協定》目標，市場減碳速度必須比現時快7倍，認為必須從新技術入手，創新及技術是最有效及最重要的工具，以應對氣候變化。
光伏、儲能和綠氫是未来清潔能源新的基石。
於佔中運動、學運及壹傳媒被抄家的背景下，多次勸告年輕族群要冷靜。由於政協身份，未引起廣大迴響，衝動者仍然衝動，其基金會仍持續開案助在港青年就業就學。
自己曾經年輕過，明白年輕人有一腔熱血想幫助國家，但有時因為有成見，而做出了破壞香港的行為，他看不到全世界有地方用破壞性行為來建設社會，希望大家冷靜下來。
如果香港繼續政治爭拗，再不集中搞好經濟，提升競爭力，發展慢慢就會落後，希望大家不要繼續做破壞香港的事，而是多做有益香港的事。

## 個人興趣
李家傑喜好中國文化，尤好中國藝術、哲學和佛偈，少年讀四書五經，是非常虔誠的佛教徒，亦曾捐款在中國內地修葺寺廟，在家中也安放佛像供奉。1999年組成香港茶會，研究茶道。
他十五、六歲便飽讀四書五經，熱愛中國傳統文化，有時出席公開活動，還會撥着一把古扇，一副謙謙君子的模樣。最為人熟悉的，就是其篤信佛教密宗，在惠苑家中便設有佛室，內裡放滿大大小小的佛像。另外，國金的寫字樓內，亦有間四周裝滿電動經輪的密室，中間放有躺椅，方便李家傑在內修行。另外，李家傑愛好茶道，會用日本運來的礦泉水沖泡五萬元一餅的普洱茶。李家傑撬來李澤楷多名 G4保鑣，令保護他的保鑣人數多達十個，每次出門都極有派頭。如今又一索得三男，他可算洗盡霉氣，野心盡露。 

## 名銜
- 恒基兆業地產有限公司：聯席主席
- 恒基中國集團：董事長
- 中華煤氣：聯席主席
- 港華智會能源：主席
- 恒基兆業發展：聯席主席
- 珍惜生命協會：創辦人（2007年）
- 百仁基金會：創辦人（2008年）
- 新家園協會：創辦人（2010年）、終身榮譽會長
- 爱佑慈善基金會：理事長
- 香港培華教育基金會：常務委員會副主席
- 法國榮譽軍團騎士
- 大紫荊勳賢

## 外部連結
- 恒基中國 （页面存档备份，存于）
- 賦生資本